# Costel Pantilimon
Costel Pantilimon (Bacău, Rumanía, 1 de febrero de 1987) es un exfutbolista rumano que jugaba como portero. Desde febrero de 2023 es director general de la S. S. U. Politehnica Timișoara.

## Trayectoria
El rumano comenzó su carrera profesional en el Aerostar Bacău en el año 2003, y tuvo su cuota de protagonismo en la selección de Rumania sub-19 recién el 1 de febrero de 2006, antes de ser transferido a la Primera División del FC Timișoara y curiosamente el día de su cumpleaños número 19.
Debutó en la Liga I en un partido ante el Dinamo de Bucarest, en marzo de 2007, y luego de eso, se rumoreó que estaba siendo seguido por dirigentes del Manchester United.
Pantilimon al principio de su militancia en el FC Timișoara, era el arquero suplente, mientras que el titular era Marius Popa; sin embargo, en mayo de 2008, el dueño del club, Marian Iancu, transfirió a Popa a la segunda división del club, y le dio la oportunidad a Pantilimon de ser parte del equipo titular del club por primera vez.
En noviembre de 2008 se divulgó que el Inter de Milán estaba interesado en Pantilimon, ofreciendo una suma de cuatro millones de euros.
En un partido ante el FC Ceahlăul Piatra Neamţ, el 17 de octubre de 2009, Pantilimon fue capitán del equipo por primera vez.
Pantilimon fue parte del equipo titular del FC Timișoara que derrotó al Shakhtar Donetsk campeón de la Liga Europa de la UEFA en las rondas preliminares de la Liga de Campeones de la UEFA 2009-10. Jugó los 90 minutos de cada partido, y ambos entrenadores (Ioan Sabău por parte del Timișoara y Mircea Lucescu por parte del Shakhtar) estuvieron de acuerdo con que Pantilimon fue decisivo para la victoria del conjunto rumano en el partido de vuelta.
El 1 de septiembre se hace oficial el fichaje en calidad de cedido por una temporada del Watford F. C. inglés al Deportivo de La Coruña, después de la lesión de Rubén Martínez.
El 31 de enero de 2018 se confirmó una nueva cesión, esta vez al Nottingham Forest de la Championship inglesa.
Una vez acabada su cesión en el equipo del City Ground, fue firmado por el Omonia de Nicosia chipriota, y posteriormente al Denizlispor turco.

## Selección nacional
Pantilimon fue un importante jugador de la selección de Rumania sub-21. Debutó en la selección absoluta de Rumania ante Georgia el 19 de noviembre de 2008. El 9 de octubre de 2010, defendió el arco rumano ante la escuadra francesa en el Stade de France. Aunque el partido finalizó 2-0 a favor de los galos, Pantilimon fue elegido como la figura del partido.

## Clubes
| Club                                  | País       | Año       |
| ------------------------------------- | ---------- | --------- |
| Aerostar Bacău                        | Rumania    | 2003-2005 |
| F. C. Timișoara                       | Rumania    | 2006-2011 |
| Manchester City F. C.                 | Inglaterra | 2011-2014 |
| Sunderland A. F. C.                   | Inglaterra | 2014-2016 |
| Watford F. C.                         | Inglaterra | 2016-2018 |
| R. C. Deportivo de La Coruña (cedido) | España     | 2017-2018 |
| Nottingham Forest F. C. (cedido)      | Inglaterra | 2018      |
| Nottingham Forest F. C.               | Inglaterra | 2018-2020 |
| A. C. Omonia Nicosia (cedido)         | Chipre     | 2020      |
| Denizlispor                           | Turquía    | 2020-2021 |

## Palmarés

### Títulos nacionales
| Título           | Club                  | País       | Año  |
| ---------------- | --------------------- | ---------- | ---- |
| Premier League   | Manchester City F. C. | Inglaterra | 2012 |
| Community Shield | Manchester City F. C. | Inglaterra | 2012 |
| Copa de la Liga  | Manchester City F. C. | Inglaterra | 2014 |
| Premier League   | Manchester City F. C. | Inglaterra | 2014 |

### Distinciones individuales
| Distinción             | Año  |
| ---------------------- | ---- |
| Arquero rumano del año | 2010 |